# 아흐메드 아불 게이트
아흐메드 아불 게이트(아랍어: أحمد أبو الغيط Ahmed Aboul Gheit[*], 1942년 6월 12일 ~)는 이집트의 정치인이자 외교관이다.  그는 2016년 7월 이래 아랍 연맹 사무총장을 지내왔다.  그는 2021년 3월 3일 그는 두번째 기간을 위하여 재임명되었다.  아불 게이트는 2004년 7월 11일부터 2011년 3월 6일까지 이집트의 외무장관을 지냈다.  이전에 1999년과 2004년 사이에 유엔 주재 이집트 대사였다.  호스니 무바라크 대통령의 축출에 이어 2011년 3월 국제사법재판소의 판사 나빌 엘아라비에 의하여 외무장관으로서 승계되었다.  그는 2016년 3월 아랍 연맹 사무총장으로 선출되어 7월 3일 그의 임기가 시작되었다.
2002년 첫번째 순위로 레지옹 도뇌르 훈장이 수여되었다.

## 초기 생애
카이로의 외곽 헬리오폴리스에서 태어나 아인 샴스 대학교에서 경영학을 전공하였다.

## 외교관 경력
대학을 완료한 후, 아불 게이트는 외교단에 가입하였고 이집트 외무부의 순위들을 통하여 승진하여 로마, 니코시아, 모스크바와 뉴욕에서 외교적 지위들을 차지하였다.  그는 이집트-이스라엘 평화 조약의 조인으로 이끈 1978년 캠프데이비드 협정에서 협상들에 참가하였다.  1999년 그는 외교를 주도하는 데 카이로로 소환되기 전에 유엔 주재 이집트 대사로 임명되었다.
아불 게이트는 키프로스 대사관에서 3등 서기관으로서 자신의 경력을 시작하였다.  이후에 그는 유엔 주재 이집트 대사의 1등 서기관, 소련 주재 이집트 대사관에서 정치 고문 (1984년) 그리고 이탈리아, 북마케도니아와 산마리노 주재 이집트 대사였다.  1999년 그는 유엔으로 이집트의 상임대표부 수장이었다.

### 외무장관

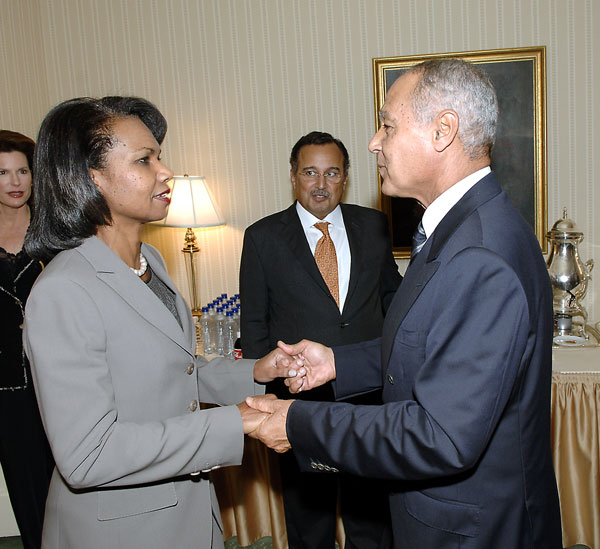
콘돌리자 라이스 미국 국무장관과 함께 (2007년 9월 24일)

2004년 7월 11일부터 2011년 3월 6일까지 아불 게이트는 이집트의 외무장관을 지냈다.  2005년 12월 그는 차드 내전을 중재하기 시작했다.  2006년 그는 교황 베네딕토 16세를 비판하여 현실적 이슬람교의 대한 이해가 없는 것으로 그를 비난하였다.
2010년 12월 26일 아불 게이트는 자신이 또한 이라크의 대통령 잘랄 탈라바니와 회담을 가졌던 아르빌에서 바그다드의 외부에 첫 이집트 영사관을 열었다.
2011년 2월 이집트의 대통령 호스니 무바라크가 축출된 후, 아불 게이트는 자신의 회고록들을 쓰는 데 외무부로부터 퇴직을 하였다.

### 아랍 연맹 사무총장
2016년 3월 아불 게이트는 자신의 나이 때문에 자신의 선거가 치루어졌어도 나빌 엘아라비를 승계하는 데 아랍 연맹의 사무 총장으로 선출되었다.
2019년 아불 게이트는 그해에 일어난 튀르키예의 북동시리아 침공을 시리아 주권의 노골적인 위반으로 불렀다.  2021년 5월 11일 그는 이스라엘의 가자 공습을 무차별적이고 무책임하다고 불렀다.

## 저서
- 〈위기의 시대에 이집트의 외교 정책:나의 증언〉(2019년)
- 〈전쟁과 평화로 목격:이집트, 10월 전쟁과 그리고 넘어서〉(2018년)